# Les Musiciens de Brême (film, 2024)
Pour les articles homonymes, voir Les Musiciens de Brême (homonymie).
Pour plus de détails, voir Fiche technique et Distribution.
Les Musiciens de Brême (Бременские музыканты) est un film musical russe réalisé par Alekseï Noujny (ru) et sorti en 2024. 
Il s'agit d'une adaptation du conte Les Musiciens de Brême des Frères Grimm. Le film est également inspiré du dessin animé soviétique homonyme sorti en 1969.

## Fiche technique
- Titre original : Бременские музыканты[1],[2], Bremenskie mouzykanty
- Titre français : Les Musiciens de Brême[3]
- Réalisation : Alekseï Noujny (ru)
- Scénario : Alekseï Noujny (ru), Igor Griniakine (ru)
- Photographie : Igor Griniakine (ru)
- Montage : Kirill Piskarev
- Musique : Maxim Fadeev, Guennadi Gladkov
- Décors : Margarita Ablaïeva
- Société de production : Soiouzmoultfilm
- Pays de production :  Russie
- Langue originale : russe
- Format : couleurs
- Genre : film musical
- Durée : 116 minutes
- Date de sortie :
  - Russie : 1er janvier 2024

## Distribution
- Tikhon Jiznevski : le troubadour
  - Miron Provorov : le troubadour enfant
- Valentina Liapina (en) : la princesse
- Roman Kourtsyn (ru) : le chien
- Irina Gorbatcheva : la chatte
- Dmitri Dioujev : l'âne
- Sergueï Bourounov (ru) : le roi sot
- Maria Aronova (ru) : Louise